# Frédéric Rollé
Pour les articles homonymes, voir Rollé.
Frédéric Rollé est un industriel alsacien, exploitant du brevet de balances décimales d'Alois Quintenz, puis associé de 1827 à 1837 avec Jean-Baptiste Schwilgué.

## Biographie
Frédéric Rollé apparaît au début du XIXe siècle, alors qu’il est employé de l’entreprise Ferdinand Kolb & Cie à Strasbourg. Il devient quelques années plus tard directeur de la compagnie des salines et mines de sel de l’Est. C’est pendant cette période qu’il fait la connaissance Alois Quintenz, dont il finance les travaux. Après la mort de ce dernier en 1822, il devient titulaire du brevet de sa principale invention, la bascule décimale à tablier, mais ne peut l’exploiter, Quintenz ayant volontairement indiqué de fausses mesures afin d’empêcher les contrefaçons.
Afin de résoudre ce problème, il s’associe à l’horloger Jean-Baptiste Schwilgué, à qui il confie la direction d’un petit atelier nommé Ateliers de constructions mécaniques de Strasbourg. Celui-ci produit dans les années suivantes divers modèles de balances et de ponts à bascule pour la pesée des véhicules puis se diversifie à partir de 1828 avec d’autres appareils mécaniques. L’entreprise s’étend peu à peu, avec des implantations à Paris et Vienne. Toutefois, Schwilgué est absorbé à partir de 1836 par la restauration de l’horloge astronomique et délaisse largement l’entreprise.
Cherchant de nouveaux partenaires, Rollé s’associe en 1838 avec Renouard de Bussierre, propriétaire de la Fabrique d’acier du Bas-Rhin, les deux établissements fusionnant pour former l’Établissement de constructions mécaniques de Strasbourg. La nouvelle entreprise est dirigée par un conseil d’administration présidé par Frédéric de Turckheim dans lequel siègent Rollé, Schwilgué et de Bussière, bien que Rollé conserve la majeure partie des actions. Dans le même temps l’atelier est transféré à Graffenstaden et produit, outre tout type de balances, des pièces mécaniques de grande taille comme des machines à vapeur, des roues hydrauliques et des machines-outils. À partir de 1845, la production se tourne largement vers le matériel ferroviaire, mais l’endettement s’accroît considérablement dans le même temps.
Conséquence directe de l’endettement, la baisse des commandes à partir de 1846 entraîne sa faillite en décembre 1847. Rollé perd la majorité des fonds placés et semble s’être retiré des affaires peu après, tandis qu’Alfred Renouard de Bussierre parvient à récupérer l’entreprise en 1848.